# Primero Venezuela
Primero Venezuela (PV) es un partido político venezolano. Fue constituido por antiguos militantes provenientes de Primero Justicia y otros partidos, tras ser acusados por escándalos de corrupción y compra de votos, conocido como la Operación Alacrán.

## Historia

### Orígenes
Está conformado por una escisión de militantes expulsados del partido Primero Justicia (PJ) y otros grupos políticos, que se hicieron con el control de un partido político, producto de una orden de intervención del Tribunal Supremo de Justicia meses antes de las elecciones parlamentarias de 2020.
La mayoría de diputados de la IV legislatura del Parlamento que desertaron de las filas de la Mesa de la Unidad Democrática, luego de ser acusados por el escándalo de la trama de corrupción y compra de votos, conocido por diversos medios como la Operación Alacrán, se concentraron en esta formación.
Fundaron junto a la directiva ad hoc de Voluntad Popular y el partido Venezuela Unida, la coalición Alianza Venezuela Unida.

### Elecciones parlamentarias de 2020
Para las elecciones parlamentarias de 2020, Primero Venezuela obtiene dos diputados.
Por otra parte, en estas elecciones Luis Parra no recibió los votos suficientes para que se le asignara un escaño por la lista regional de Yaracuy, donde estaba inscrito. Como respuesta, el CNE reemplazó el escaño de la lista nacional que había anunciado anteriormente para José Gregorio Noriega por el de Luis Parra. Esta situación fue denunciada por David García, entonces dirigente de Primero Venezuela, quien en una carta pública expresó que «Luis Parra de manera silenciosa obtuvo un curul que no le corresponde» y anunció su renuncia a este partido. De igual manera, Primero Venezuela expulsa a David García por «no haber entregado los recursos de logística y el apoyo que tendría el equipo de la alianza para cuidar los votos de la organización» y aseguraron que García «está respirando por la herida, por no haber salido electo diputado y erigiéndose en Rector del CNE, señala quien es electo y quien no, cometiendo delitos de simulación de hechos punibles, irresponsablemente señalando a altos funcionarios públicos».
Sus diputados se unieron posteriormente a la fracción de Alianza Democrática.

## Resultados electorales

### Parlamentarias
| Año  | Votos   | %               | Diputados | +/- |
| ---- | ------- | --------------- | --------- | --- |
| 2020 | 187,264 | \| \| 3,00 % \| | 2/277     | 2   |
|      | 3,00 %  |                 |           |     |

### Regionales
| 2021 | 86.449 | 1,08% | 0/23 | 0 | 1/335 | 1 |

## Diputados a la AN

### Principales
| Diputado   | Estado que representa |
| ---------- | --------------------- |
| José Brito | Nacional              |
| Luis Parra | Nacional              |